# Acronema brevipedicellatum
Acronema brevipedicellatum là một loài thực vật có hoa trong họ Hoa tán. Loài này được Z.H.Pan & M.F.Watson mô tả khoa học đầu tiên năm 2004.